# Emerson, Lake and Powell
Cet article concerne le groupe. Pour leur premier album, voir Emerson, Lake and Powell (album).
Pour les articles homonymes, voir ELP.
Emerson, Lake and Powell, ou ELPowell, est un supergroupe de rock progressif britannique. Il est formé en substitut à Emerson, Lake and Palmer, et est actif entre 1985 et 1986. Depuis 2016, tous ses membres sont morts.

## Biographie
En 1985, le claviériste Keith Emerson et le bassiste Greg Lake désirent reformer Emerson, Lake and Palmer, mais le batteur Carl Palmer décline l'invitation, ayant entre-temps rejoint le groupe Asia. Emerson et Lake s'adjoignirent donc les services de Cozy Powell, affirmant que ce n'est qu'une coïncidence si ses initiales sont les mêmes que celles de Carl Palmer[réf. nécessaire].
Le trio sort l'album Emerson, Lake and Powell en 1986. Le single Touch and Go, reprise de la chanson traditionnelle Lovely Joan, rencontre un certain succès aux États-Unis, atteignant la deuxième place du classement Mainstream Rock. La pièce Mars, the Bringer of War est directement inspirée de la suite The Planets de Gustav Holst, que Greg Lake interprétait déjà alors qu'il était membre de King Crimson. Elle atteint les charts Billboard.
Néanmoins, le groupe se sépare après la tournée de concerts, sans enregistrer de second album.
Après la séparation d'Emerson, Lake and Powell, Emerson retrouve Carl Palmer au sein du groupe 3, dans lequel la basse et le chant sont assurés par Robert Berry. Emerson, Lake & Palmer se retrouvent en 1991 pour l'album Black Moon.
Les trois membres du groupe sont morts à ce jour : Cozy Powell meurt à 50 ans le 5 avril 1998 dans un accident de voiture, Keith Emerson se suicide le 11 mars 2016 à l'âge de 71 ans et la même année, Greg Lake décède d'un cancer le 7 décembre, à 69 ans.
Emerson, Lake and Powell est désormais l'un des seuls groupes rock à la notoriété mondiale, avec The Jimi Hendrix Experience, les Ramones et BBM dont les membres d'origine ont tous disparu. Un album live sort en 2012, Live in concert and more alors qu'en 2003, parait un disque de sessions et de démos, The Sprocket Sessions.

## Membres
- Keith Emerson (†) - claviers, mort le 11 mars 2016
- Greg Lake (†) - basse, guitare électrique et acoustique, chant, production, mort le 7 décembre 2016
- Cozy Powell (†) - batterie, percussions, mort le 5 avril 1998

## Discographie

### Albums

#### Studio
- 1986 : Emerson, Lake and Powell

#### Live
- 2012 : Live in Concert and More (2 CD)

#### Compilation
- 2003 : The Sprocket Sessions

### Singles
- 1986 : Touch and Go/Learning to Fly
- 1986 : Lay Down Your Guns/Step Aside